# Guy Gardner
Pour les articles homonymes, voir Gardner.
Guy Spencer Gardner Jr est un astronaute américain né le 6 janvier 1948.

## Vols réalisés
Il a réalisé deux vols en tant que pilote :
- 2 décembre 1988 : Atlantis (STS-27)
- 2 décembre 1990 : Columbia (STS-35)